# Charles Antoine Callamard

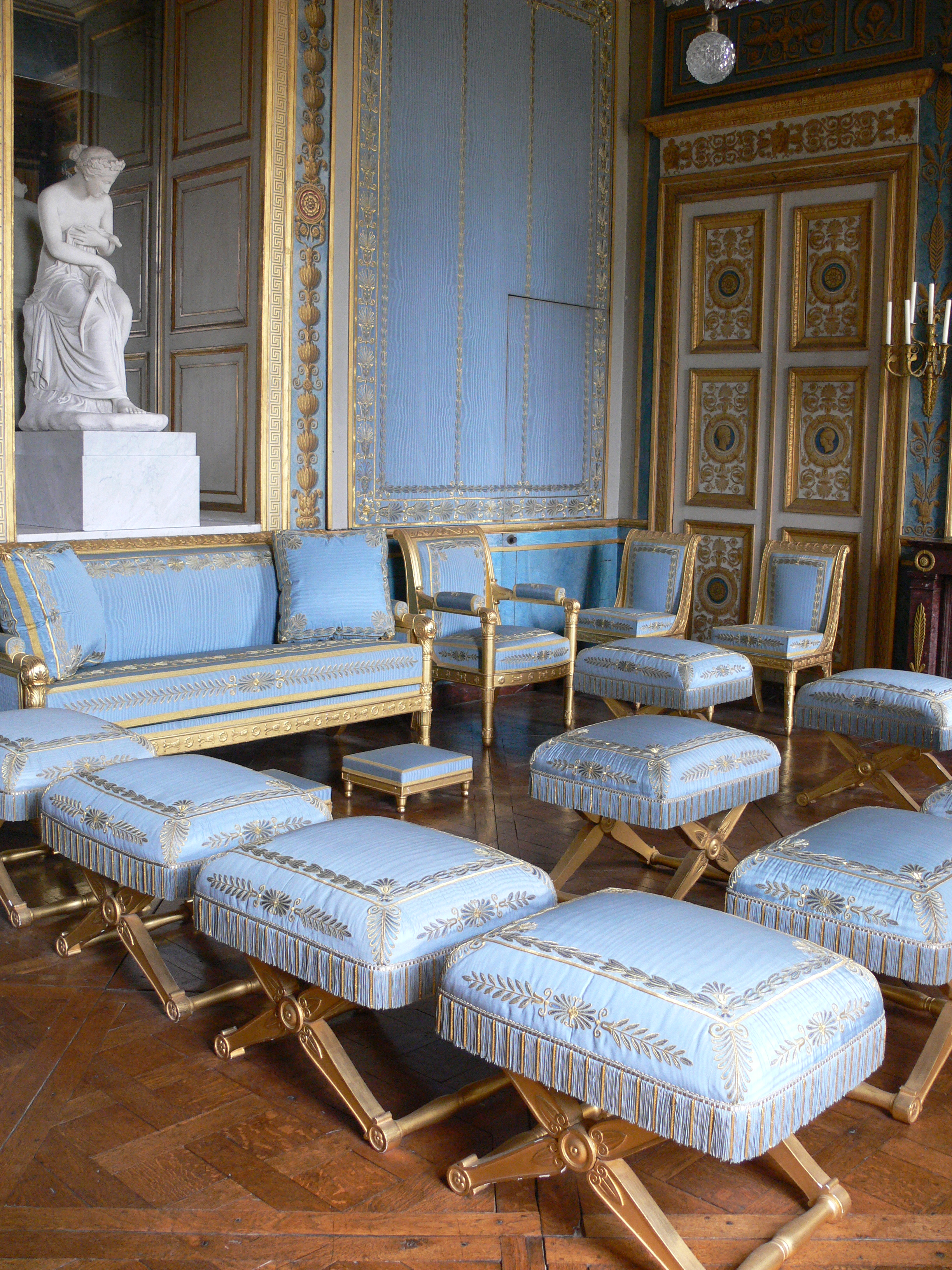
La Inocencia, en el Castillo de Compiègne

Charles Antoine Callamard fue un escultor francés nacido en 1769 y fallecido en 1821 .

## Datos biográficos
Este escultor es poco conocido, porque su carrera fue inestable debido a los cambios sociales de la Francia de su tiempo. 
Ganó un primer segundo Premio de Roma en 1792 pero las convocatorias no se restituirán hasta después de 1797 en que se le concedió el Primer Premio. La proclamación de la República en 1792 trajo consigo cambios profundos: el rey Luis XVI fue guillotinado , y con él quedaron eliminados algunos de los logros del antiguo régimen, como la Academia Real de Pintura y Escultura y los encargos privados. Estos cambios profundos en la sociedad marcaron los ánimos de la población, especialmente los de los artistas. Charles Antoine Callamard llevó su estilo hacia el neoclasicismo, que emergía en ese momento. Realizó diferentes grupos tallados representando figuras alegóricas con vestuario de la antigüedad, elogiando el nuevo sistema político vigente.

## Obras
Entre las mejores y más conocidas obras de Charles Antoine Callamard se incluyen :
- La Libertad matando a la hidra del despotismo, 1794, Museo de Bellas Artes de Rouen